# Лятно тръшване
Лятно тръшване е кеч pay-per-view турнир, продуциран ежегодно всеки август от професионалната кеч компания WWE.
Първото сибитие се провежда на 29 август 1988 в Медисън Скуеър Гардън в Ню Йорк и е излъчено на pay-per-view, за разлика от Кралски грохот същата година, което е специално по телевизията пряко по USA Network. Наречено „Най-голямото събитие на лятото“, в едно от оригиналните „Големите четири“ pay-per-view турнири на WWE (заедно с КечМания, Кралски грохот и Сървайвър). Въпреки че Кралски грохот главно събира по-многобройно гледане, турнирът Лятно тръшване е изтъкнат от WWE като тяхното второ най-голямо шоу в годината след КечМания.
От 2009 до 2014 Лятно тръшване е гостувал само в Стейпълс Център в Лос Анджелис. През 2015 събитието се провежда в квартала на Ню Йорк Бруклин, където се провежда и следващите две години.